# Марынычев
Марынычев — хутор в Красногвардейском районе Белгородской области. Входит в состав Засосенского сельского поселения.

## География
Хутор расположен на юго-запад от районного центра — города Бирюч и от центра сельского поселения — села Засосна.
Часовой пояс
Хутор Марынычев как и вся Белгородская область, находится в часовой зоне МСК (московское время). Смещение применяемого времени относительно UTC составляет +3:00.

## История
Поселение образовалось во второй половине ХVII столетия, после того как были полностью устранены причины и условия нападения крымских татар на южные земли Русского государства. В 1932 году здесь проживало 263 жителя.
До Великой Отечественной войны поселение имело одну бригаду, входившую в колхоз имени Сталина. Многие годы эту бригаду возглавлял Я.С. Решетняков, он же был и руководителем небольшого, так называемого "Комбината", где производились засолка, маринование огурцов, помидоров, капусты, изготовление томатного сока из овощей, выращенных на бригадных полях.
Здесь располагалась животноводческая ферма, которой руководил И.И. Крамарев. В годы Великой Отечественной войны в хуторе насчитывалось 52 хозяйства, проживало 273 человека.
Хутор был небольшим, но многолюдным. Здесь располагались начальная школа, ясли - сад, клуб, магазин.

## Население
| 2002 | 2010 |
| ---- | ---- |
| 4    | ↘3   |